# Захід (фільм, 1990)
«Захід» (рос. Закат) — радянський художній фільм 1990 року, знятий режисером Олександром Зельдовичем. Драматична фантазія за темами Ісака Бабеля.

## Сюжет
Драма розгортається на тлі любові старого биндюжника Менделя Крика до красуні Марусі. Мендель готовий продати свою справу і разом з коханою виїхати доживати свої дні в Бессарабію. Іншої думки дотримуються сини Менделя Беня і Лева.
В історію єврейської сім'ї втручається Жовтнева революція, яка абсолютно несподіваним чином розставляє акценти в долях героїв.

## У ролях
- Рамаз Чхиквадзе — в ролі биндюжника Менделя Крика, що славився грубіяном серед биндюжників Одеси — самого дивного міста Російської Імперії
- Віктор Гвоздіцький — в ролі його сина Бені Кріка, нальотчика і короля нальотчиків Одеси — найвеселішого міста Російської Імперії
- Зіновій Корогодський — Дід
- Марина Майко — Маруся
- Ольга Волкова — Потапівна
- Ірина Соколова — Нехама, дружина Менделя
- Юлія Рутберг — Двойра
- Ігор Золотовицький — Левка
- Яків Явно — Боярський
- Самуїл Грушевський — хлопчик
- Геннадій Воропаєв — Іван Пятірубель, коваль
- Лев Міліндер — Ейхбаум
- Ліліан Малкіна — мадам Ейхбаум
- Аліка Смєхова — Циля Ейхбаум
- Грабіжники:
  - Сергій Галкін
  - Сергій Данилевич
  - Л. Трегуб
  - О. Трубецький
- Ігор Арташонов — Соломон
- Філіп Рахлін — Боргман
- Олександр Ільїн — Никифор
- В. Гоголєв
- А. Нахимсон
- Юлія Ауг — Маруся
- Борис Репетур — Йосип Мугінштейн
- Марксен Гаухман-Свердлов

## Знімальна група
- Сценарист: Павло Фінн
- Режисер-постановник: Олександр Зельдович
- Оператор-постановник: Олександр Княжинський
- Композитор: Леонід Десятников
- Художник-постановник: Марксен Гаухман-Свердлов